# 3DeT
3DeT anteriormente conhecido como 3D&T e Defensores de Tóquio, é um sistema simples de RPG que satiriza os animes, mangás, jogos de luta e séries japonesas (tokusatsu) indicado para jogadores iniciantes. Foi criado por Marcelo Cassaro, editor executivo da revista Dragão Brasil, com o objetivo de apresentar o RPG para iniciantes ou para pessoas que não têm como gastar muito.
Nele, o jogador tem um número de pontos (determinado pelo Mestre) e com eles define as características de seu personagem, além de comprar vantagens e pericias. A facilidade para criação de personagem e o preço acessível fez desse um jogo popular no Brasil. Muitos jogadores começaram a jogar RPG com o 3D&T, que depois de um tempo ganhou o primeiro cenário oficial chamado Tormenta que é inspirado em vários cenários de RPGs de fantasia medieval. O Manual Defensores de Tóquio Terceira Edição Turbinado Ampliado e Revisado veio simplificar ainda mais o jogo, mudando as regras de combate e o sistema de magias.
Entre 2000 e 2001, a editora Trama também chegou a lançar uma revista em quadrinhos em formatinho chamada Defensores de Tóquio, a revista era composta por histórias no estilo mangá e teve apenas 3 edições.

## História

### Antecedentes e contexto
Seu criador, Marcelo Cassaro, foi roteirista das revista O Pequeno Ninja (onde estreou o personagem Capitão Ninja) e  Heróis da TV da Editora Abril, onde foram publicadas histórias de Jaspion, Cybercop, Black Kamen Rider entre outros, na revista Os Trapalhões, experimentou o conceito de aventura solo na paródia "Didiana Jones", posteriormente, roteirizou os quadrinhos de Street Fighter pela Editora Escala, também editou as revistas Progames e Gamers na mesma editora (onde utilizou novamente o Capitão Ninja, em paródias aos personagens de jogo de luta), nas páginas da Gamers, chegou a escrever matérias sobre RPG e apresentou um projeto de revista a editora, com a recusa, se mudou para Trama, criada por Ruy Pereira, um ex-sócio da Escala.
Em paralelo, dois marcos: a Rede Manchete, que já exibia animes e tokusatsus, passou a transmitir Os Cavaleiros do Zodíaco a partir de setembro de 1994, enquanto, em 1995, a TV Globo estreou Power Rangers, série americana adaptada dos super sentai japoneses, durante a TV Colosso.

### D&T
Considerando as "influências orientais" do autor, o sistema foi criado para jogar em cenários inspirados em produções japonesas (animes, videogames e tokusatsus), recebendo o nome apropriado de Defensores de Tóquio, abreviadamente D&T (uma alusão a D&D, sigla de Dungeons & Dragons).

Assim, Defensores de Tóquio surge em outubro de 1995 pela Editora Trama (editora que publicava a revista Dragão Brasil), sendo publicado como o primeiro número da revista Dragão Brasil Especial, com apenas 30 páginas. Apenas 4 meses depois, em janeiro de 1996, o D&T já havia vendido mais de 10.000 exemplares.
3D&T nasceu em 1994. Começou com poucas páginas, muito simples, como tantos outros nos Estados Unidos — onde RPGs em forma de fanzine existem aos milhares. Cinco atributos básicos, um punhado de vantagens e desvantagens. E um tema da moda: em plena febre dos Cavaleiros do Zodíaco, o jogo era uma sátira aos heróis japoneses e seus golpes mirabolantes, ataques acompanhados de gritos, e estranhos códigos de honra. Daí o nome, Defensores de Tóquio.— Marcelo Cassaro Press release

### AD&T
Uma segunda versão foi lançada e chamada de Advanced Defensores de Tóquio ou AD&T (outra alusão a Dungeons and Dragons, dessa vez a segunda versão do sistema chamada de Advanced Dungeons and Dragons ou AD&D), sendo publicada na revista Dragão Brasil Especial n° 03 em junho de 1996, com menos de 50 páginas. Não havia perícias, e o custo das características e vantagens era exatamente 10 vezes maior. Os personagens eram construídos com 150 pontos e as vantagens eram poucas e bem específicas ao universo anime e mangá. Faltava o elemento "genérico" das edições posteriores.

### 3D&T
Em 1998, surge a terceira edição, apelidada de 3D&T (Defensores de Tóquio 3ª Edição), essa nova versão teve cenários licenciados de jogos de videogame: Street Fighter, Final Fight, Mortal Kombat, Darkstalkers e Megaman, além de regras e adaptações na revista Dragão Brasil. Esta edição mudou o custo de todas as características e vantagens, e acrescentou pela primeira vez as perícias. As licenças de jogos da Capcom permitiu que a editora publicasse o jogo Street Fighter: The Storytelling Game da White Wolf, publicado com o nome de Street Fighter: O Jogo de RPG, a editora teve problemas com a Devir, que publicava os livros do Mundo das Trevas, que também usava o sistema Storyteller, no fim, os direitos foram pagos apenas a White Wolf.
Em 1998, houve um anúncio de um Defensores de Tóquio como um suplemento para Toon, um sistema de RPG satírico baseado em desenhos animados americanos (Pica-Pau, Tom & Jerry, Looney Tunes, etc) publicado em 1984 pela Steve Jackson Games. No Brasil o jogo Toon foi publicado em 1996 pela Devir Livraria com título o Toon - O RPG no Mundo dos Desenhos Animados, contudo, o projeto foi cancelado.
O Manual 3D&T de capa vermelha, foi lançado em Março de 2000 como brinde na compra da revista Dragão Brasil n° 60. A novidade é que o sistema deixou de ser exclusivo para produções japonesas e passou a ser genérico (tal como GURPS). Esse manual representou a consolidação das regras do sistema, antes esparsas nos fascículos de adaptação de cenários específicos e em artigos na Dragão Brasil. De acordo com o Cassaro, a transformação em um sistema genérico foi para evitar problemas com direitos autorais.
Em Janeiro de 2001, foi publicado o manual Defensores de Tóquio - O Jogo de RPG, que incialmente era o suplemento para Toon e que segue a premissa original do sistema em satirizar produções japonesas, mas agora atualizado com as regras da 3ª edição. No mesmo ano veio o Manual 3D&T Revisado e Ampliado, também conhecido como Primeiro Manual Azul ou RA (Rev. e Ampl.). Também em 2001 foi lançado o primeiro 3D&T Fastplay, uma versão resumida do sistema, semelhante ao Mini-GURPS (GURPS-Lite) distribuída gratuitamente na internet no site oficial da revista Dragão Brasil no formato html, e em vários sites de RPG no formato .doc. A Devir lança a terceira edição Dungeons and Dragons, que implementou no país a Open Game License (OGL), que permite que outras editoras usem um sistema inspirado em D&D, os chamados Sistema d20 e OGL sem infringir direitos autorais. Em 2002, o Manual Fastplay foi dado como brinde na revista Dragão Brasil n° 79,
Em Fevereiro de 2003, o "Manual 3D&T Revisado, Ampliado e Turbinado", também conhecido como Segundo Manual Azul, Manual RAT (Rev., Ampl. e Turb.), ou apenas Manual Turbo. Após o lançamento do Manual Turbinado foi lançado um ebook no formato pdf do 3D&T Fastplay e uma versão impressa. Esse foi o segundo Fastplay. Em termos de regras, a edição Turbo acrescentou o sistema de Pontos de magia (PMs), novas vantagens e desvantagens e o sistema de Força de Ataque (FA) e de Defesa (FD). Nesse ano é lançado o Tormenta D20.
Foram publicados suplementos para 3D&T baseados nas revistas em quadrinhos U.F.O. Team (que trazia de volta o Capitão Ninja) e Holy Avenger (ambientada em Tormenta). Também foram lançados os livros A Libertação de Valkaria e Tormenta 3D&T Em 2004, é lançado Ação!!!, um sistema OGL baseado em D20 Modern.
Em 2005, Cassaro e os demais membros do Trio Tormenta, Rogério Saladino e JM Trevisan, saíram da Talismã (anteriormente conhecida como Trama) e passaram a trabalhar em duas editoras, a Manticora (que publicou um outro OGL de Cassaro, Primeira Aventura) e a Mythos Editora. Na Manticora, lançaram a revista Dragon Slayer, diferente da Dragão Brasil, a revista era inicialmente focada em Sistema d20 e OGL, criada em parceira com a equipe da D20 Saga (também publicada pela Manticora). Na Mythos Editora, o Trio publicou  as revistas em quadrinhos: Holy Avenger Reloaded, Dungeons Crawlers e uma revista dedicada a 3D&T, a RPG Master.
Em 2006, Cassaro deixaria de dar suporte a 3D&T por questões autorais. Segundo ele, a editora Talismã continuava vendendo encalhes dos manuais do sistema sem repassar os royalties devidos aos autores, com isso o Trio passou a se dedicar mais ao cenário Tormenta. Foi nesse período que Cassaro criou o 4D&T, publicado pela editora JBC, uma casa editorial nipo-brasileira especializada em mangás. O objetivo do jogo era unir duas propostas: manter a temática inspirada em cenários japoneses — como era a tradição de Defensores de Tóquio — e, ao mesmo tempo, alinhar-se ao sistema d20 e à licença OGL, com os quais o Trio Tormenta vinha trabalhando cada vez mais intensamente.
O que Cassaro não imaginava é que o sistema ainda contava com uma base fiel de fãs. Em março de 2007, Cassaro liberou o jogo em uma  licença aberta, Essa decisão deu origem ao Super 3D&T, uma versão homebrew criada pela comunidade, mantendo vivo o legado do jogo mesmo sem o suporte oficial dos autores originais.
Olá a todos.

Como muita gente sabe, eu não tenho Orkut e não participo de listas e fóruns. É uma escolha pessoal, tenho direito à privacidade. Assim, esta mensagem será (foi?) postada pelo camarada Doutor Careca.
Estou ouvindo dizer, que existe certa aclamação pública (?!) para que 3D&T seja considerado Licença Aberta. Também ouvi dizer que certo ex-editor alega, que eu teria proibido a presença do jogo na Dragão Brasil.
Mentira.
É verdade que nós, autores de Tormenta, não aceitamos sua presença na DB após nossa saída da editora. A razão: Tormenta agora pertence à Editora Jambô. Que, diferente da antiga editora, sempre honrou seus compromissos contratuais e tem sido a casa perfeita para Tormenta D20.
Mas nenhuma outra editora publica 3D&T. Então, não havia (e ainda não há) qualquer razão para proibir sua presença na atual DB.
É verdade (eu já disse isso antes, e repito) que a Editora Talismã continua comercializando produtos 3D&T, sem minha autorização e sem acertos de direitos autorais de 3D&T. Mas essa é uma questão judicial a ser resolvia entre eu, e a empresa.
Eu nunca proibi ninguém de publicar ou trabalhar com 3D&T. Não inventei esse jogo para ficar rico. Inventei para que mais pessoas joguem RPG. Proibir que seja usado, seria burrice.
Se 3D&T foi removido das páginas da DB, não foi a pedido meu. Foi por pura decisão pessoal de seu ex-editor – que, aliás, nunca mostrou nenhuma prova da tal “proibição”. Ninguém nunca será capaz de apontar em nenhuma entrevista, fórum ou mensagem de email, qualquer declaração minha nesse sentido.
Sobre a liberação como Open Game, às vezes vejo mensagens de fãs pedindo que 3D&T seja Licença Aberta. Eu nunca entendi direito a razão: sempre existiram netbooks, sempre existiram adaptações não-oficiais na Internet. Eu nunca me queixei disso.
Tornar 3D&T uma Licença Aberta mudaria apenas uma coisa: outros autores e empresas poderiam publicar e vender livros de 3D&T sem pagamentos de direitos autorais a seu autor. Ora, isso JÁ ESTÁ acontecendo, a própria Talismã vende Manuais 3D&T sem prestar contas ao autor. Não tenho nada a ganhar proibindo 3D&T, nem nada a perder liberando-o.
Sendo assim...
Eu, Marcelo Cassaro, autor do jogo 3D&T • Defensores de Tóquio 3a Edição, autorizo a liberação de suas regras (mas não personagens e ambientações) como conteúdo Open Game.
Pronto. Melhor assim?
Abraço a todos.

Cassaro— Marcelo Cassaro Super 3D&T

### 4D&T
Com o tempo, o trio passou a se afastar do 3D&T e se concentrar cada vez mais no Sistema d20 e produtos relacionados à OGL. Em julho de 2006 foi lançado o jogo 4D&T, a 4° Edição do jogo Defensores de Tóquio pela Editora JBC (editora nipo-brasileira epecializada m mangás), neste jogo se usa 4 dados de 6 lados. O livro foi publicado sob a Open Game License. 4D&T era, na prática, uma variação do Sistema d20 adaptada para dados d6 e licenciada sob a OGL. Por isso ele recebe impropriamente o nome de Quarta Edição de D&T, não é uma continuação direta das edições anteriores do Defensores de Tóquio tradicional. Apesar da Dragon Slayer ter dado suporte ao jogo, ele não teve suplementos publicados, foi prometido um suplemento intitulado Manual da Magia, porém, nunca chegou a ser publicado, em 2010, o próprio Cassaro liberou o manual em formato pdf.
Os personagens no 4D&T possuem seis atributos principais que definem suas capacidades básicas: força (poder físico), destreza (agilidade e reflexos), constituição (resistência), inteligência (raciocínio), sabedoria (percepção) e Ccarisma (personalidade). Cada jogador escolhe uma raça entre opções como humanos, aliens, youkais e outras, além de uma classe principal - Combatente para especialistas em combate físico, Conjurador para usuários de magia ou Especialista para personagens versáteis com habilidades diversas.
O sistema de combate é ágil e direto. Para atacar, o jogador rola quatro dados de seis lados (4D6) e soma seu Bônus Base de Ataque, tentando superar a Classe de Armadura do oponente. Os pontos de ação servem como recurso estratégico, permitindo melhorar jogadas, ativar habilidades especiais ou até evitar derrotas. As magias possuem usos limitados por dia, enquanto testes de perícias como Furtividade ou Diplomacia seguem a mesma lógica de rolagem contra uma Dificuldade fixa.
A personalização dos personagens vem através dos talentos, que concedem habilidades únicas como voo ou ataques especiais, e dos Defeitos, que adicionam limitações interessantes à narrativa. O sistema prioriza a ação dinâmica e a criatividade, sendo perfeito para recriar cenas épicas e exageradas típicas de animes, onde heróis enfrentam desafios cada vez maiores com soluções inventivas.

### 3D&T Alpha

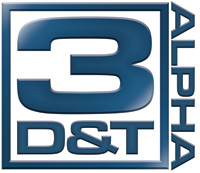
Logo oficial da mais recente edição

Em setembro de 2008, o 3D&T voltou a ser editado agora pela Jambô Editora, o nome do novo Manual é 3D&T Alpha inspirado no jogo Street Fighter Alpha 3, o Manual foi lançado nos formatos impresso e pdf (que pode ser adquirido gratuitamente no site oficial da Jambô Editora).
O 3D&T Alpha incorporou diversas ideias e mecânicas do 4D&T. Entre as mudanças, destacam-se alterações nas vantagens, que passaram a ter novos custos e mecânicas, a introdução de vantagens únicas e a expansão das escalas de poder. Enquanto o 3D&T original utilizava apenas duas escalas — normal e gigante — o 4D&T e o novo manual adotaram quatro escalas: ningen (humano), sugoi (incrível), kiodai (gigante) e kami (deus), cada uma multiplicando por dez a escala anterior.
O novo manual não apresenta tantas diferenças ao sistema antigo, tendo um formato de leitura diferencial da maioria dos livros (paginas "deitadas" ao invés da formato vertical habitual) e sofrendo mudanças em algumas áreas como o sistema de magia, agora mais simplificado e direto do que o antigo. O uso e conquista de itens e equipamentos também mudou, agora sendo baseado em PEs (Pontos de Experiência) que também podem ser usados para diversas outras coisas. Em suma, mudança na mecânica e custo de muitas das vantagens, novas vantagens únicas, novas escalas de poder e um sistema de magia totalmente reformulado. O antigo conceito de focus foi abandonado e substituído por três vantagens mágicas: magia branca, magia negra e magia elemental (que abrange água, ar, fogo, terra e espírito), cada uma custando 2 pontos. Essas regras remetem a uma antiga adaptação do anime Slayers, publicada na revista Dragão Brasil.
Assim como no ano anterior, o jogo teve uma licença aberta:
Você é autorizado a usar as regras de 3D&T em seus próprios jogos, livros ou títulos, mas não os elementos do mundo de TORMENTA. Para estes, você precisa da autorização legal de seus autores.— Marcelo Cassaro Manual 3D&T Alpha, pág.11
Em 2010, foi lançado o Manual do Aventureiro Alpha (com os KITs atualizados e com novas regras), Em novembro do mesmo ano, a partir do número 31, a revista Dragon Slayer passa a trazer matérias sobre o novo cenário para 3D&T, Mega City, uma vez que a revista deixou de ser exclusivamente dedicada a D20 e OGL por conta do lançamento de D&D Quarta Edição pela Devir em 2009, que trouxe ao país a licença GSL (Game System License), que revogava a licença OGL.
Em Maio de 2011, a Jambô Editora publicou uma Edição Revisada do Manual 3D&T Alpha. Sendo lançado com nova capa, mas com mesmo número de páginas. A numeração das páginas também mudou, além disso as páginas são numeradas de forma simpática como 1d + número da página. Assim, a declaração de Licença Abera do autor, antes na página 12, agora está na pág. "1d+11". Além disso a Edição Revisada se limitou a corrigir a ortografia e erros menores em algumas poucas vantagens, perícias e magias. Poucas coisas foram realmente modificadas.
Em 2012, seriam publicados dois cenários oficiais para 3D&T Alpha: Mega City de Gustavo Brauner – e, pouco tempo depois, Brigada Ligeira Estelar de Alexandre Lancaster. Enquanto Mega City é um cenário amplo, reunindo temas diferentes como androides, sobrenatural, super-heróis e outros, Brigada Ligeira Estelar é dedicado especificamente aos gêneros space opera e mecha com influência swashbuckler. Em 2013, com o cancelamento da revista Dragon Slayer, o site da Jambô passou a trazer material dedicado ao sistema.
Em 2015 a tiragem da Edição Revisada se esgotou, no que a editora decidiu reimprimir modificando algumas coisas. Muito pouco foi alterado em relação as Vantagens Únicas, no geral apenas de adequações de custos. Já as vantagens, quase todas as mudanças foram aplicadas para aumentar a utilização delas em jogo. Várias magias tiveram sua mecânica alterada também. Algumas regras também foram simplificadas e melhoradas: Escalas de Poder, Choque de Energia e Sacrifício Heroico. De fato não é uma nova edição revisada, mas uma "segunda impressão", exatamente como consta no livro do jogo, na mesma página dos dados de catalogação.
Em 2016, uma versão adaptada do cenário de Tormenta é lançada para o sistema com o nome de Tormenta Alpha. No mesmo ano, a revista Dragão Brasil é relançada pelo trio de autores por meio de financiamento coletivo, sendo produzida pela Jambô Editora e ficando disponível no final de 2016, retomando o suporte ao sistema 3D&T.

#### Por quê manter o nome 3D&T
Mas por que manter o nome 3D&T? O próprio autor explica:
Haveria um novo Manual 3D&T. Novo, mas ainda trazendo o número 3. [...] Qualquer fã sabe que eu procuro inspiração em Street Fighter para dar nomes ao livro básico. SF II foi o primeiro grande sucesso do game. SF III não agradou tanto (muita gente adora a jogabilidade, mas o elenco tinha o carisma de uma beterraba). Então veio SF Zero — ou Alpha. Uma volta às origens, mas com novos lutadores. [...] A primeira versão de 3D&T foi, justamente, uma adaptação oficial licenciada de Street Fighter Zero 3. [...] (Mais tarde o Trevisan me avisou que “alfa” é também um termo de informática para qualquer software ainda em estágio de testes. Como o jogo Pathfinder RPG, que nos Estados Unidos deve substituir Dungeons & Dragons 3ª Edição, e por enquanto existe apenas em uma versão de testes gratuita.— Marcelo Cassaro Manual 3D&T Alpha, págs. 6-7
Em suma, o 3D&T Alpha, comparado ao Street Fighter — afinal 3D&T é um jogo que simula jogos de videogame japonês — é também uma volta às origens, além do fato de que a primeira adaptação de 3D&T foi de Street Fighter Zero! Ele não poderia ter bebido em outra fonte para dar nome à nova edição que, na verdade, seria a 5D&T (veja a seguir).
Além disso, o autor já declarou gostar da "mística" do número 3 que permeia o universo (santíssima trindade, três estados da matéria etc). Na mesma oportunidade ele também reconheceu a força da marca 3D&T: esse nome pegou, mudar agora causaria muita confusão. Podemos esperar novas edições usando essa mesma marca.

### 3DeT Victory
Em fevereiro de 2021, uma nova versão do sistema foi anunciada, chamada 3DeT Victory, essa versão volta a trazer um sistema mais simples. Além disso, conta pela primeira vez com um cenário próprio de fantasia científica, intitulado Era das Arcas. Atualmente há uma versão beta chamada 3DeT de Rodoviária, semelhante às antigas versões Fastplay. Para viabilizar a publicação, em 4 de agosto de 2023, foi lançada uma campanha de financiamento coletivo na plataforma Catarse, o blog da Jambô publicou um Kit Introdutório. O projeto foi bem-sucedido e foi financiado em 6 de setembro de 2023, arrecadando R$778.079,00.
O sistema utiliza dados de seis lados (D6) e três atributos principais: poder (força física), habilidade (agilidade e técnica) e resistência (vigor e resiliência). A criação de personagens é rápida, com 10 pontos iniciais para distribuir entre atributos, perícias e vantagens, permitindo que os jogadores mergulhem no jogo em minutos. O combate é ágil, seguindo uma estrutura de turnos baseada em testes de dados, com mecânicas como ganho (+1D) e perda (-1D) para ajustar a dificuldade. Além disso, o sistema oferece flexibilidade para campanhas curtas ou longas, com evolução de personagens por meio de pontos de experiência (XP).

### Numeração das Edições
À primeira vista a numeração das edições do jogo parece confusa. Na prática, se considerarmos que uma edição de um jogo representa uma mudança nas regras, então o 3DeT Victory corresponderia à 6ª edição.
| Versão das Regras | Livro                                             | Ano  | Comentários |
| ----------------- | ------------------------------------------------- | ---- | --- |
| 1.0               | D&T                                               | 1994 | A primeiríssima edição. RPG paródico e simples, inspirado em animes e tokusatsu, com regras leves, personagens caricatos e foco em diversão e humor. |
| 2.0               | AD&T                                              | 1996 | Refinou o sistema com regras mais detalhadas para combate, evolução e robôs gigantes. |
| 3.0               | 3D&T (avulsos)                                    | 1998 | Não havia manual, apenas as adaptações em revistas avulsas em adaptações licenciadas (Street Fighter, Mortal Kombat, Final Fight, Darkstalkers, Megaman e Shadaloo). Esta edição mudou o custo de todas as características e vantagens, e acrescentou pela primeira vez as perícias e se tornou um sistema genérico. |
| 3.0               | 3D&T Manual (Vermelho)                            | 2000 | Consolidou as regras do 3D&T num manual. |
| 3.5               | 3D&T Manual Revisado e Ampliado (Azul)            | 2001 | A diferença para o Vermelho é o acréscimo de vantagens. |
| 3.?               | Defensores de Tóquio - O Jogo de RPG              | 2001 | Fusão simplificada das anteriores, com o humor do D&T, robôs e vantagens de AD&T e 3.5, foco narrativo, regras acessíveis, heróis que só são derrotados, nunca mortos. |
| 4.0               | 3D&T Manual Revisado, Ampliado e Turbinado (Azul) | 2003 | A turbo acrescentou o sistema de pontos de magia (PMs), novas vantagens e desvantagens e o sistema de força de ataque (FA) e de defesa (FD). |
| 5.0               | 3D&T Alpha                                        | 2008 | Mudança na mecânica e custo de muitas das vantagens, novas vantagens únicas, novas escalas de poder e um sistema de magia totalmente reformulado. |
| 5.5               | 3D&T Alpha Revisado                               | 2011 | Também chamado de "3D&T Alpha II". Mudanças pontuais em algumas poucas vantagens e magias. |
| 5.75              | 3D&T Alpha Revisado, 2ª impressão                 | 2015 | Também chamado de "3D&T Alpha III". Mudanças pontuais em algumas vantagens e magias. Algumas regras sutilmente alteradas: Escalas de Poder, Choque de Energia e Sacrifício Heroico. |
| 6                 | 3DeT Victory                                      | 2024 | Agiliza a criação de personagens com 10 pontos para distribuir. O combate é mais dinâmico, com regras claras de ganho (+1D) e perda (-1D) para ajustar dificuldades. Prioriza fluidez e flexibilidade, ideal para campanhas curtas ou longas, com evolução simples via pontos de experiência (XP)                    |

## Sistema 3D&T básico
O sistema inicial de Defensores de Tóquio utiliza-se apenas de D6 para a realização de todos os testes, tanto os de avaliação de dano quanto os de atributos. Basicamente num combate o atacante joga o dado e soma o resultado à determinadas características do personagem, alteradas pelas vantagens/desvantagens ofensivas. O defensor faz o mesmo, porém com suas características e vantagens defensivas. A diferença entre os resultados finais de atacante (força de ataque ou FA) e defensor (força de defesa ou FD) determina o dano infligido. Para testes de características, aqueles que determinam o grau de sucesso do personagem em determinadas ações, o jogador joga o dado e compara o resultado com o atributo em questão, que varia de acordo com a ação que está tentando realizar. Se o número do dado for igual ou menor do que a característica envolvida, a ação é bem sucedida, caso contrário, a ação falha, não acontecendo ou sendo realizada de uma maneira não desejada.

## Retroclone
Assim como vários sistemas antigos, Defensores de Tóquio ganhou um retroclone, um jogo que emula as regras antigas do sistema chamado Defenders of Old Tokyo de Ricardo Cavassane, o jogo foi elogiado pelo próprio Marcelo Cassaro.
O jogo usa testes simples de 1d6 + característica, onde um resultado de 7 ou mais significa sucesso. Nos combates, os ataques são resolvidos comparando a habilidade do atacante com a do defensor, enquanto o dano varia desde 1d6 + Poder para golpes comuns até 4d6 + Poder para armas especiais.

A barra de especial (BE) vai enchendo conforme o personagem sofre dano e pode ser usada para golpes arrasadores, aguentar firme mesmo sem pontos de vida ou dar aquela ajuda épica aos aliados - tudo pra manter o ritmo acelerado e cheio de emoção que marcou o jogo original.